# El Vivet (Taradell)
El Vivet és una masia de Taradell (Osona) inclosa a l'Inventari del Patrimoni Arquitectònic de Catalunya.

## Descripció
Masia de planta rectangular (8x15), coberta a dues vessants amb el carener paral·lel a la façana la qual està situada a migdia. Consta de planta baixa i dos pisos, amb nombrosos afegitons al cos antic. La façana presenta un portal adovellat, amb una finestra al damunt i un balcó datat a la part dreta, tant les finestres del primer pis. Les del segon pis tenen els ampits motllurats i alguns elements semblen aprofitats d'altres indrets. A la part esquerre de la façana s'hi adossa un cos modern que junt amb el mur i portal tanca el barri amb llinda datada. A llevant hi ha un cos modern afegit amb un balcó al primer pis i una finestra al segon. A tramuntana s'hi adossa una galeria amb una llinda interior datada. A ponent s'hi adossen cossos recents i a la part antiga s'hi conserva una finestra amb reixa de ferro i una altra finestra datada. L'estat de conservació és bo.

## Història
Masia que la trobem esmentada abans del 1325 i com la majoria de masies del sector NE de la població pertanyia a la parròquia de Santa Eugènia de Berga i actualment està enclavada dins el terme municipal de Taradell. El Ricart no patí el despoblament provocat per la pesta negra i el trobem registrat en els fogatges del segle xvi i en el nomenclàtor de la província de Barcelona del 1860. L'any 1949 J. Prat fou qui escriví l'arbre genealògic que abasta 16 generacions i que s'inicia amb Onofre Vivet l'any 1538. L'any 1843 Maria Vivet segueix la genealogia i es perd el nom original i es transforma en Franch. Anys més tard una altra pubilla anomenada Maria farà que el nom derivi en Prat que el cognom dels propietaris actuals.